# Алиса Бешевић
Алиса Бешевић, девојачко Ерјапеа (ест. Alice Erjapea, Петроград, 29. јануар 1898 – Београд, 8. јул 1976) била је српска пијанисткиња естонског порекла и професорка клавира. Део њене заоставштине налази се у легату породице Бешевић у Удружењу за културу, уметност и међународну сарадњу „Адлигат” у Београду.

## Биографија
Алиса је рођена 29. јануара 1898. године у Петрограду, за време царске Русије, од оца Ханса (ест. Hans Erjapea) и мајке Елизабете, рођене Лерхенбаум (ест. Elisabeth Lerchenbaum). Њен отац био је познати петроградски адвокат и правни заступник Русије у спољној трговини. Била је најстарија од четворо деце, брата Илмара и сестара Силвије и Хеле.
Алиса је у Петрограду учила музичку школу и гимназију. Непосредно пред Први светски рат, када јој је било шеснаест година, Алиса је са својом млађом сестром Хелом прешла у Естонију, домовину свога оца. Почетак рата одложио је окупљање читаве породице, те су неко време њих две живеле саме. Да би издржавала себе и своју сестру, Алиса је радила у естонском Министарству спољних послова, где се запослила захваљујући добром познавању чак осам језика. Након револуција у Русији, у Талину им се придружио и остатак породице.
По окончању послератних немира, Алиса одлази на студије клавира и певања на конзерваторијуму Santa Cecilia у Риму. Током боравка у престоници Италије, којом је била опчињена, упознала је Николу Бешевића, тада још увек непознатог српског сликара који је у Рим дошао да студира уметност. Венчали су се 1921. године у лутеранској цркви св. Карла Шпанског у Талину, где су боравили неко време код Алисиних родитеља. Ту се родио и њихов син првенац Иво Бешевић. Имали су четворо деце, Иву, који ће постати један од чувених дечјих хирурга у Београду, Иванку, новинарку Политике, Олгу и Стевана.
Године 1924. породица се преселила у Београд, где су се Алиса и Никола запослили као наставници, он у у Уметничкој школи и гимназији, а она у Музичкој школи. Алиса је у Музичкој школи у Београду радила од 1927. до 1937. године, а потом је прешла на Музичку академију, по њеном оснивању 1937, и ту је радила као доцент и професор клавира до 1957. године. Алиса је, осим што је подучавала клавир и музику, и сама концертирала. По доласку у Београд наступала је у организацији Народног конзерваторијума. Примењивала је метод Ервина Баха, са којим је и директно сарађивала. Била је један од оснивача педагошке групе „Октет” (1939-1940) у којој су деловали професори Музичке школе. Писала је о музичком животу северних земаља.
Преминула је 8. јула 1976. године у Београду.

## Фото-галерија
- Алиса у раном детињству (око 1900)
- Алиса са децом: Иванком (лево) и Ивом (десно)
- Алиса са децом: Ивом, Олгом, Иванком и Стеваном.
- Алиса и Никола у Естонији са децом.
- Алисин путни ковчег који је био изложен на Светској изложби у Паризу 1900. године. Налази се у Удружењу „Адлигат”.
- Ковчег је освојио награду за најлепши предмет у својој категорији (Grand Prix Paris 1900)
- Програм клавирског концерта Алисе Бешевић, који се одржао у Задужбини Илије М. Коларца, 10. априла 1935. године.